# قطعنامه ۸۷۹ شورای امنیت
قطعنامه ۸۷۹ شورای امنیت سازمان ملل متحد که در تاریخ ۲۹ اکتبر ۱۹۹۳ تصویب شد، سندی بین‌المللی دربارهٔ وضعیت در موزامبیک است. این قطعنامه طی نشست ۳۳۰۰ام با ۱۵ رای موافق، ۰ مخالف و ۰ ممتنع تصویب شد.